# XDEATHSTARx
xDEATHSTARx foi uma banda cristã americana de metalcore, originária de Redlands, Califórnia. Todos os membros são straight edge, e tocam diversos instrumentos, podendo, assim, alternar entre eles.
O grupo lançou seu primeiro álbum, The Triumph, em 2004, em contrato com a Facedown Records.
O xDEATHSTARx gravou dois álbuns e dois EP independentes de gravadoras independentes, incluindo a Facedown Records, Life Sentence Records,Witness Media. A banda possui três vocalistas, dois guitarristas, e um baixista.

## Formação
- Eric Gregson - vocal
- Jason Keller - vocal
- J.R. Bermuda - vocal
- Kevvy D - vocal
- Ryan Gregson - guitarra
- Corey Johnson - guitarra
- Manny Doom - baixo
- Travis Boyd - bateria

## Discografia

### Álbuns
- The Triumph (2004, Life Sentence Records)
- We Are the Threat (2007, Facedown Records)
- The Triumph (2008, Facedown Records (relançamento, remasterizado, nova arte))

### EP
- xDEATHSTARx vs. Suffocate Faster EP partilhado com Suffocate Faster (2005, I Witness Records)
- Beware of the... (2003, demo EP)